# فرد جونسون
فرد جونسون (بالإنجليزية: Fred Johnson)‏ هو لاعب كرة قاعدة أمريكي، ولد في 10 مارس 1894 في تولار في الولايات المتحدة، وتوفي في 14 يونيو 1973 في كيرفيل في الولايات المتحدة.

## وصلات خارجية
- فرد جونسون على موقعبيزبول رفرنس.كوم (الدوري الرئيسي) (الإنجليزية)